# Metropolis, Illinois
Metropolis är en stad (city) i Massac County, i delstaten Illinois, USA. Enligt United States Census Bureau har staden en folkmängd på 6 554 invånare (2011) och en landarea på 15,2 km². Metropolis är huvudort i Massac County.